# Primula pulverulenta
Espèce
Primula pulverulenta est une espèce de plantes à fleurs de la famille des Primulacées originaire de Chine.